# Francisco Pérez Pérez

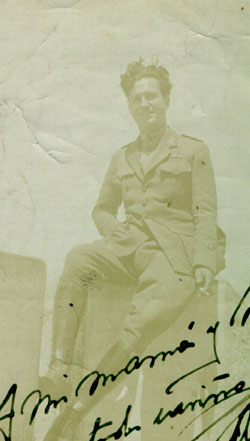
Fotografía del capitán Francisco Pérez Pérez.

Francisco Pérez Pérez (Novelda, Alicante, 2 de enero de 1899 - Las Palmas de Gran Canaria, 3 de mayo de 1965) fue un militar español. Alcanzó el rango de capitán de Infantería del Ejército español y fue destacado como Comandante Militar y Gobernador en La Agüera, en el Río de Oro (Sahara Español) entre 1927 y 1935. Realizó tres viajes en automóvil por el interior del desierto del Sahara en la zona española, durante los años 1931-1935, solamente acompañado por un mecánico.

## Primeros años
Hijo de Francisco Pérez Martínez, teniente coronel de Infantería, y de María Pérez Gómez. En 1916 ingresó en la Academia Militar de Infantería de Toledo, de la que salió en julio de 1920 con el grado de alférez En 1922 fue ascendido a tenienteCumplió diversos destinos entre los que se destaca Oviedo (Asturias) y la guerra de Marruecos. Fue ascendido al grado de capitán 1927 siendo destinado a la colonia de Río de Oro con sede en La Agüera para ocupar el cargo de Gobernador político militar (Hoja de Servicios)
En 1920 Francisco Bens había tomado posesión de La Agüera tras negociar con los notables de las tribus de la zona. En 1924 se produjo un primer encuentro de estos dos militares, cuando el teniente Francisco Pérez Pérez cumplía destino en Cabo Juby. Bajo las órdenes del coronel Francisco Bens, delegado del Alto Comisario en este territorio, ambos partieron para la playa Bombarda con el objetivo de intentar el salvamento de un velero embarrancado en dicha playa. Por R.O.G. de 26 de noviembre de 1924 se aprobó la concesión de la Medalla Militar de Marruecos con Pasador Larache al oficial Francisco Pérez Pérez por este servicio.

## Raidpor el desierto

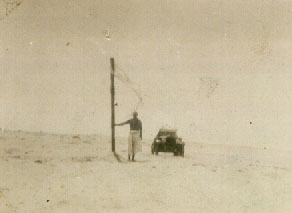
Ante el automóvil con el que recorrió el desierto desde La Agüera a Villa Cisneros.

Francisco Pérez recorrió el territorio saharaui visitando las agrupaciones nómadas de aquella parte del desierto. Su intención era iniciar y completar el censo del pueblo saharaui y demostrar al Gobierno de España que el pueblo saharaui estaba formado por gente de paz y de buena voluntad al que algún día habría que reconocer como pueblo libre e independiente. Fue bien recibido por los saharauis del interior, celebrándose su llegada y partida en cada uno de los poblados visitados.
Francisco Pérez Pérez y su esposa Teresa Reina León permanecieron nueve años en el Sahara español, donde tuvieron cinco hijos nacidos en La Agüera. En esa misma población fue enterrada su hija María Pérez-Pérez Reina, apodada Cholita por los saharauis, fallecida a los cinco años de edad.

### Elraiden la prensa de la época
El recorrido del tercer viaje del capitán Pérez Pérez fue publicado con un mapa detallado en la portada del diario Heraldo de Madrid, en su edición del día 2 de abril de 1935.

Don Francisco Pérez Pérez, comandante militar de una de nuestras posesiones de Río de Oro, emprendió el día 23 de febrero el raid La Agüera-Cabo Juby acompañado de un solo hombre.

Hasta hoy no se tienen noticias de su paradero.

Las etapas que ha debido cubrir son: La Agüera-Bir Genduz-Erch-Amar-Tizelezug-Buir-Le Gozal-Bir sid Mhamet-Guelat Smamit-Guelta-Smara-Cabo Juby. Antes de emprender la marcha el capitán D. Francisco Pérez Pérez escribió una carta a su familia en la que decía:

"Si me quedo en el camino, si extenuado de fatiga y de sed se rinde la materia, el espiritu hará teñir con más fuerza los colores de la bandera de la República"

Ha transcurrido un mes desde que el heroico capitán emprendió su raid y hasta ahora no tenemos noticia oficial del paradero del comandante militar de La Agüera. ¿No habría medio de que tanto las autoridades como aquellos elementos oficiales encargados por su misión de velar por el prestigio de nuestras instituciones diesen a los cuatro vientos la noticia de lo que ha sido del citado capitán? No estamos tan sobrados de héroes ni de republicanos que tengan como máxima aspiración la de perder la vida en loor de la República como para silenciar el gesto humilde y heroico del capitán D. Francisco Pérez Pérez. (Heraldo de Madrid, 2 de abril de 1935).

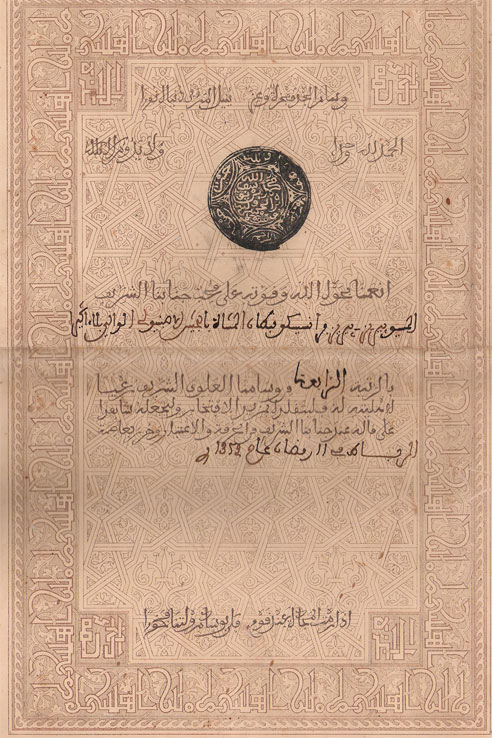
Dahir (edicto) de concesión de la distinción de oficial de la Orden de Ouissam Alaouite.

## Condecoración de la Orden de Ouissam Alaouite
El 29 de diciembre de 1933, Mohamed Ben Youssef ben El Hassan firma el Dahir en nombre del Sultán de Marruecos Mohamed V y hace entrega al Capitán Pérez Pérez de la distinción de Oficial de la Orden de Ouissam Alaouite por ser el primer europeo que se adentraba en el desierto con el solo fin de visitar las agrupaciones nómadas del interior y mostrarles sus deseos de paz y de concordia.

## La guerra civil española
Al estallar la sublevación contra el gobierno de la República (18 de julio de 1936), el capitán Pérez Pérez permaneció fiel al gobierno de la República y no se adhirió a la sublevación militar, siendo por ello confinado por los sublevados, en septiembre de 1936, junto con su esposa e hijos, en el pueblo gomero de Alajeró (provincia de Santa Cruz de Tenerife) donde permanecieron hasta 1.939, el final de la guerra civil en que por propia voluntad y tras convencer a la autoridad del pueblo de La Gomera, se trasladó a Capitanía de Las Palmas con el objetivo de esclarecer su situación. Y a continuación al Gobierno Militar en Madrid con idéntico propósito.
Este militar  fue sometido a tres tribunales de honor (1940-1942) formados por oficiales del Ejército de igual graduación en los dos primeros y el tercero por oficiales de mayor graduación en los que se determinó el retiro del Ejército por desafecto al glorioso movimiento, según consta en su Hoja de Servicios.
En 1941 y a la vez que se presentaba a las autoridades de Madrid, al intentar ocupar la casa de su propiedad en Ciudad jardín de Alicante, que había sido utilizada durante la contienda como refugio para heridos de guerra, la encontró ocupada por un adicto a la causa franquista a quién expuso repetidamente de manera personal y a través de innumerables peticiones al Ministerio de la Vivienda, la necesidad de la justa devolución que no consiguió. 
Desposeído de su casa y de derechos civiles y militares, en 1945 Francisco Pérez Pérez se exilió con su familia en Tánger y allí permaneció hasta 1962.
En 1962 que regresó a España, al lugar de nacimiento de su esposa, Las Palmas de Gran Canaria  Falleció el 3 de mayo de 1965.